# Mentone (Indiana)
Pour les articles homonymes, voir Mentone.
Mentone est une ville de l'Indiana, située dans le comté de Kosciusko aux États-Unis. Son nom vient de la ville de Menton, située en France sur la Côte d'Azur. Sa population a toujours été inférieure à un millier d'habitants, excepté en 2010 où le recensement dénombrait 1 001 habitants.

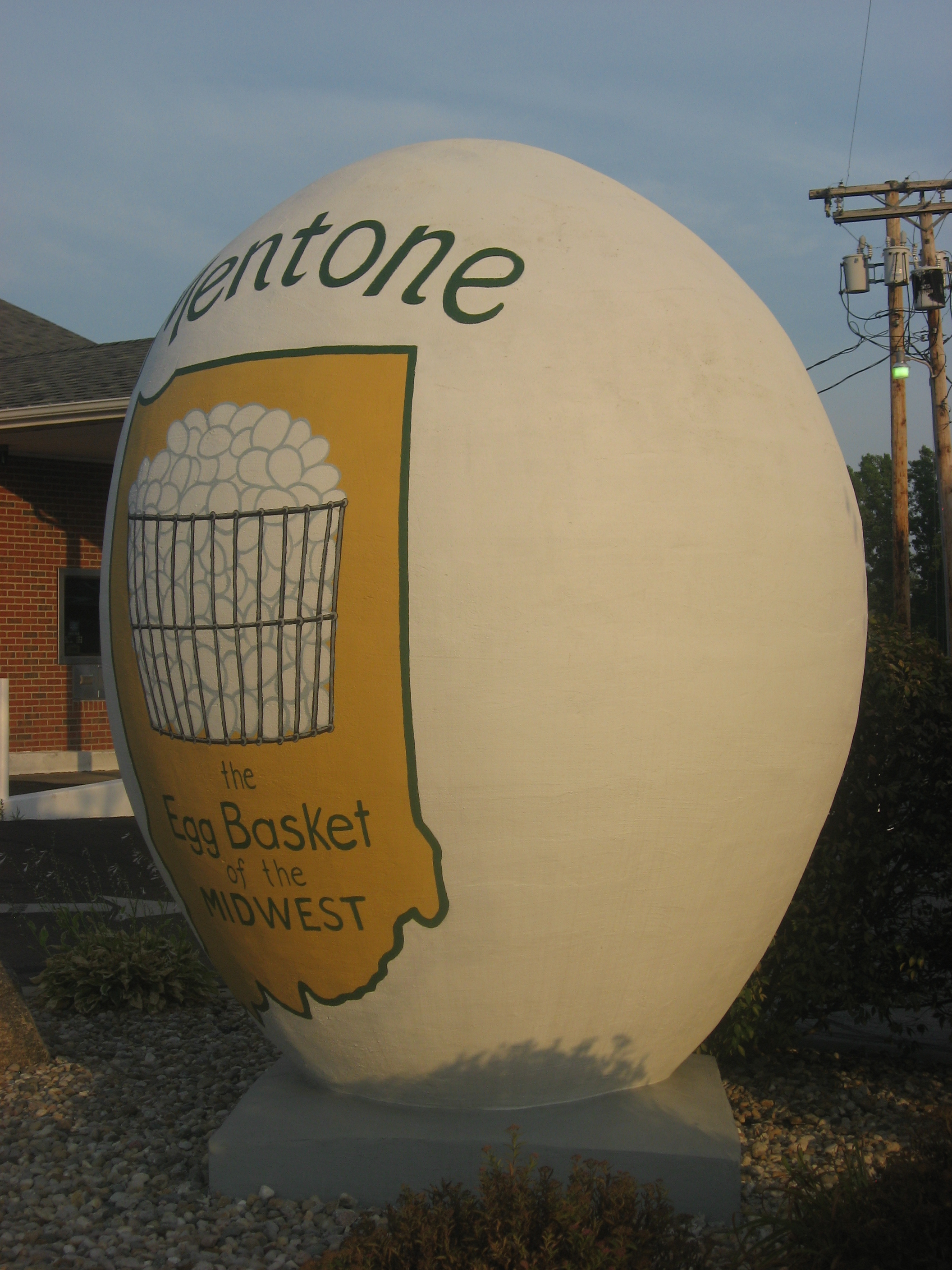
"Le plus gros œuf du monde"

Mentone s'est autoproclamée Egg Basket of the Midwest (panier à œufs du Midwest) du fait de l'importante production d'œufs autour de la ville. Chaque année, début juin, est organisé le festival de l'œuf. Dans le centre-ville un œuf géant en béton a été érigé. Il est considéré localement comme "Le plus gros œuf du monde".

## Personnalités liées à la commune
- Mentone est la ville natale de Lawrence Dale Bell, fondateur de la société Bell Aircraft Corporation. Un musée consacré à Bell se trouve aux limites de la ville.